# Léon Biancotto
Léon Biancotto (27 mai 1927 - 29 août 1960) est un aviateur français qui s'est illustré dans la voltige aérienne.

## Biographie
Léon Biancotto naît le 27 mai 1927, dans une famille modeste. Manifestant très tôt son attrait pour l'aviation, il est breveté sur planeur et avion en 1947. Rapidement remarqué pour son adresse en matière de pilotage, il commencera sa carrière en tant qu'instructeur à l'aéroclub de Montluçon avant de se consacrer à la voltige aérienne. Parallèlement, et après un stage au CEV, il devient pilote d'essai sur avions légers.

## Palmarès
Biancotto obtient rapidement un impressionnant palmarès aux concours de voltige auxquels il participe : second au championnat de France de voltige à Toussus-le-Noble en 1954, il remporte notamment les internationaux de Coventry en 1955, 1956 et 1958.
En 1959, il établit le record du monde de vol inversé avec 1 h 16 min (ce record sera battu le 28 mai 1974 par John Leggatt qui le portera à 2 h 15 min 4 s au-dessus du désert de l'Arizona).
Il décède le 29 août 1960 lors d'une séance d'entrainement préliminaire au championnat du monde à Bratislava. Il pilotait alors un Nord 3202. L'enquête conclut à une faiblesse structurelle de l'appareil.

## Récompenses
En dehors des succès obtenus dans les championnats de voltige, Biancotto avait également obtenu :
- Une citation à l'Ordre de la Nation
- Une médaille de l'aéronautique, de la jeunesse et des sports
- Il est nommé chevalier de la Légion d'honneur en 1961[2]

Un Bucker 131 de l'Amicale Jean-Baptiste Salis lui rend hommage, avec son palmarès inscrit sur le fuselage de l'appareil.
Un Nord 3202 (no 59 F-AZND) basé sur l'aérodrome de Cessieu-la Tour du Pin a également été repeint aux couleurs de l'avion sur lequel il s'est tué (no 16 F-BFHA).
Le centre sportif Léon-Biancotto lui rend hommage dans le 17e arrondissement de Paris.